# Scheienfluh
Die Scheienfluh – nach österreichischen Angaben 2627 m ü. A. – oder Schijenflue (auch Schijenfluh) – nach schweizerischen 2626 m ü. M. – ist ein Berg im Rätikon, einer Gebirgsgruppe der westlichen Zentralalpen.

## Geologie
Der Gipfel liegt genau auf der Staatsgrenze zwischen dem österreichischen Bundesland Vorarlberg und dem Schweizer Kanton Graubünden. Der Berg gehört zur Sulzfluhgruppe. Im Osten und Nordosten fällt er in sanft geneigten, von Karren durchzogenen Wänden und Schrofen hinab zur Tilisunaalpe im oberen Gampadelstal. Nach Westen jedoch besitzt die Scheienfluh eindrucksvolle senkrechte Felswände, die zum Graubündner Partnun hin eine große geografische Dominanz aufweisen. Durch diese Westwände erhält der Berg seine bergsteigerische Bedeutung.
Geologisch gesehen hat sich von Nordosten her bei der alpidischen Gebirgsbildung eine tektonische Decke aus Riffkalkgestein über den Untergrund geschoben, die der Scheienfluh und auch der Weißplatte ihre Form gab. Wegen der klassischen alpinistischen Routen durch die Westwände und ihrer leichten Besteigbarkeit von Nordosten her ist die Scheienfluh ein von Kletterern und Wanderern oft besuchter Berg.
Das Gebiet Plasseggen-Schijenflue ist seit 1996 im Bundesinventar der Landschaften und Naturdenkmäler von nationaler Bedeutung (BLN-Nummer 1914).

## Umgebung
Der Berg liegt gut acht Kilometer Luftlinie südlich der Vorarlberger Gemeinde Tschagguns im Montafontal und knapp 6 km nordöstlich vom Graubündner St. Antönien. Nach Osten fällt die Scheienfluh hinab zur Tilisunaalpe, nach Westen hin zum Partnunsee auf 1868 m Höhe.
Nach Norden und Süden sendet der Berg ausgeprägte Grate. Benachbarte Berge sind im Norden die 2630 m hohe Weißplatte, auch Wiss Platte genannt und im Südosten, getrennt durch den Plasseggenpass auf 2345 m, die Sarotlaspitze mit 2564 m Höhe. Die Sulzfluh liegt gut zweieinhalb Kilometer westnordwestlich jenseits des Partnuntals. Jenseits der Vorarlberger Tilisunaalpe liegen in östlicher Richtung die Platinaköpfe.

## Stützpunkte und Wege
Angaben über eine erste Besteigung der Scheienfluh aus der Mitte des 19. Jahrhunderts, der zweiten (touristischen) Epoche der Alpenerschließung, liegen in der Literatur nicht vor. 1891 wurde die Scheienfluh jedoch von einem „Eduard Imhof und Gefährten“ über den Südgrat von Partnun aus bestiegen.
Erst seit Mitte der 1950er-Jahre wagten sich Kletterer durch die senkrechten Westwandrouten in der damals üblichen technischen Kletterei.
Der Normalweg auf die Scheienfluh führt heute von der nördlich gelegenen Weißplatte aus als Gratwanderung über eine tief eingeschnittene Scharte zum Gipfel in laut Literatur leichter Kletterei im Schwierigkeitsgrad UIAA I zum Gipfel. Als Stützpunkt dient die Tilisunahütte auf 2208 m. Die Gehzeit beträgt gut zwei Stunden.
Die Kletterrouten in der Westwand dagegen weisen, wenn frei geklettert wird, Schwierigkeiten bis UIAA VII+ auf. Stützpunkt für die Westwand der Scheienfluh ist Partnun.
Am Fusse der Schijenflue-Westwand befindet sich der Schijenzan (2372 m) – eine 90 Meter hohe Felsnadel (Schwierigkeitsgrade: Normalroute IV, Nordostwand V, Südkante VI+).
Die Fernwanderwege Walserweg (Etappe 19) und Prättigauer Höhenweg (Etappe 3) verlaufen unter den Westwänden der Schijenflue. Die lokale Schweizer Wanderroute 702 umrundet den Berg und heißt folglich Schijenfluh Umrundung.

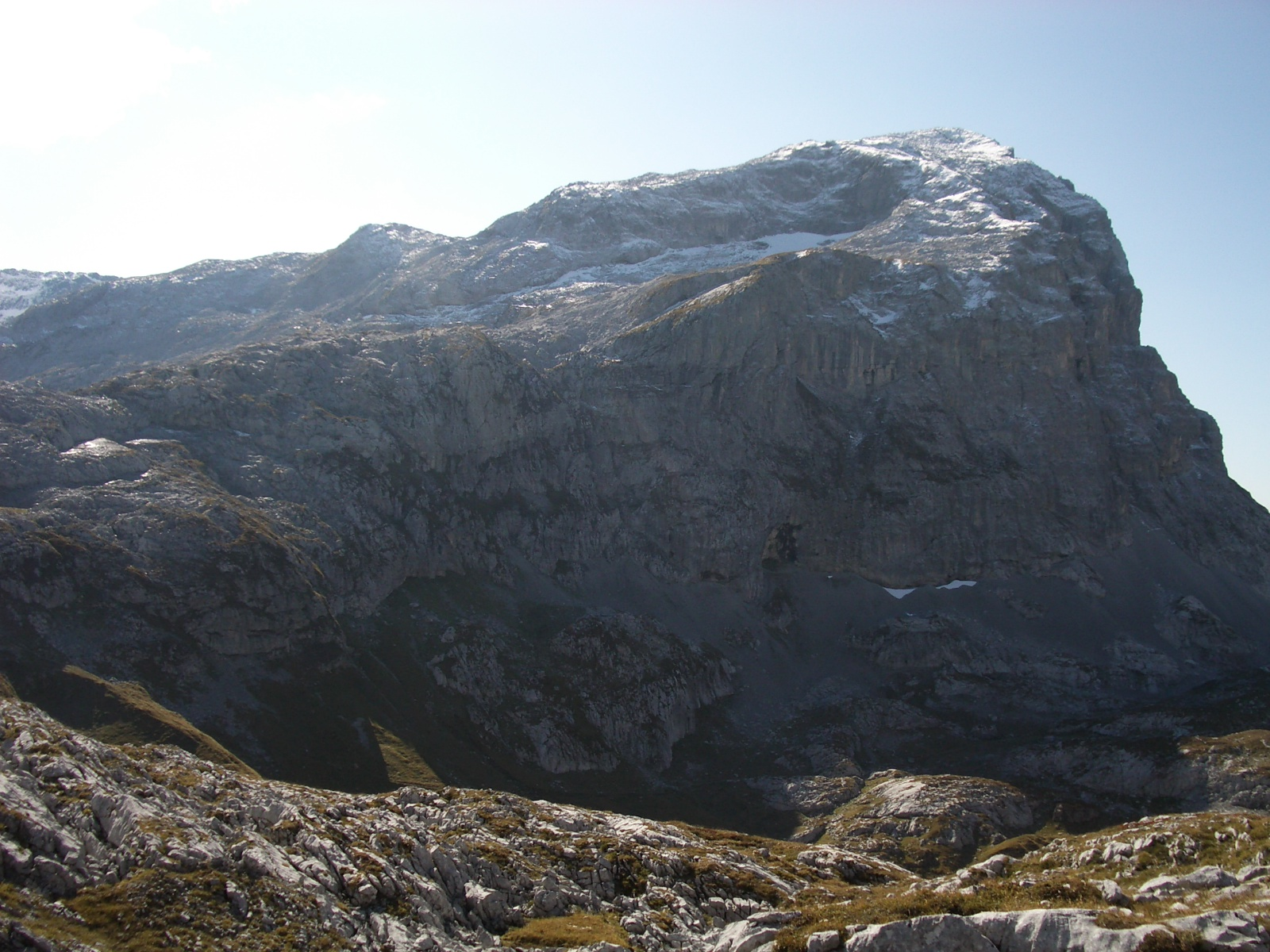
Tilisunafürggli, Übergang nördlich der Scheienfluh
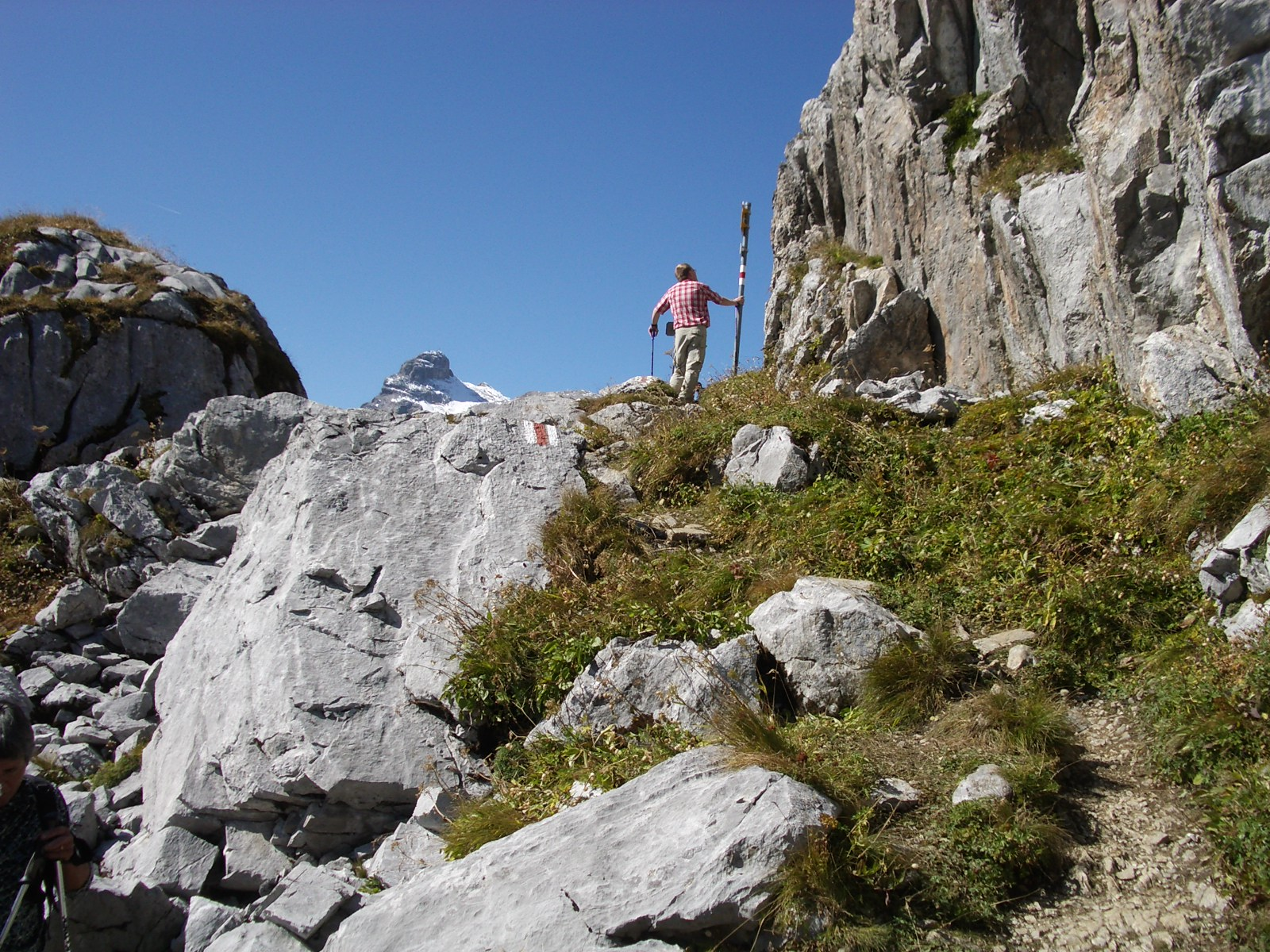
Gruobenpass, Übergang nordöstlich der Scheienfluh
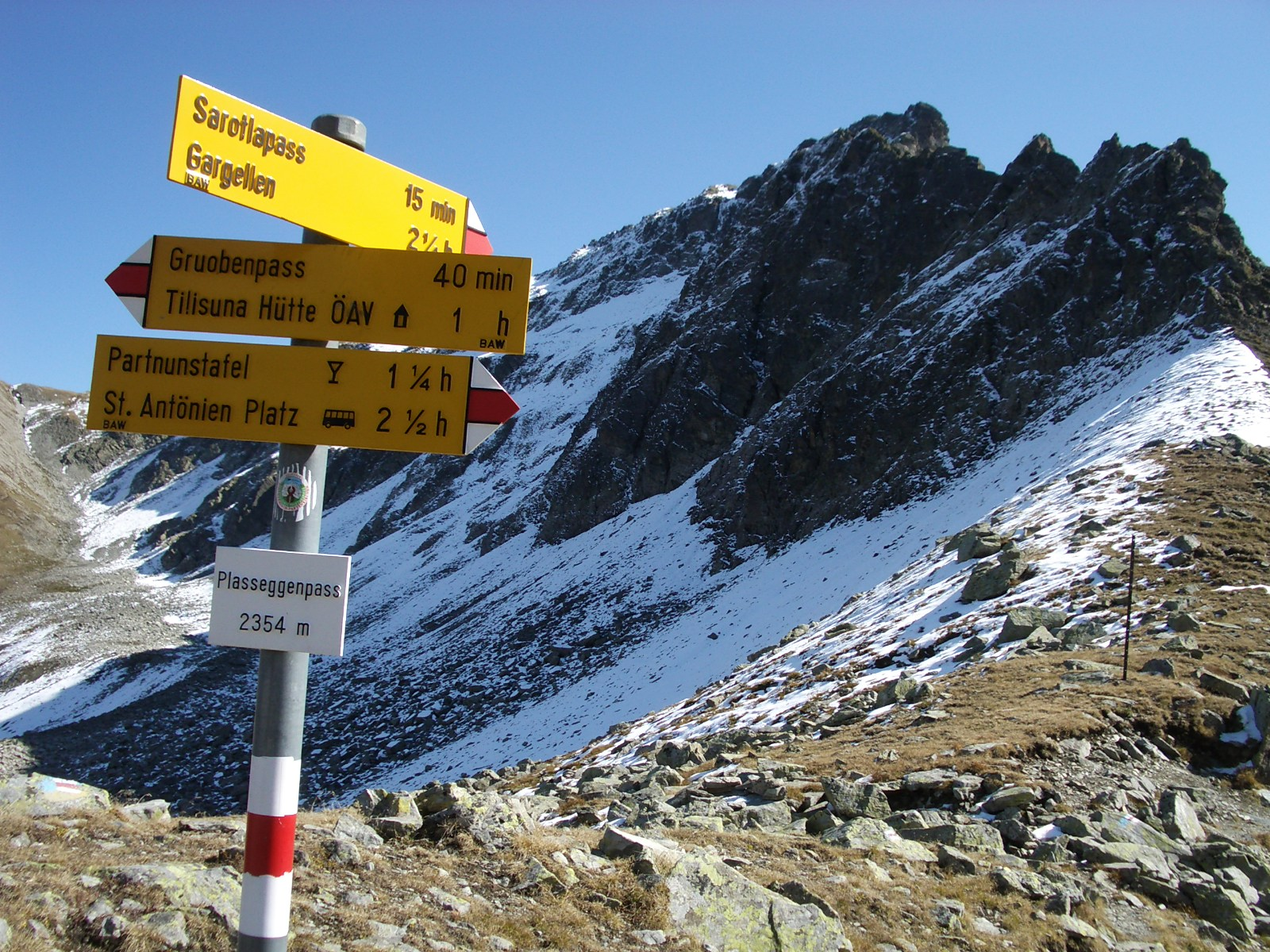
Plasseggenpass, Übergang östlich der Scheienfluh
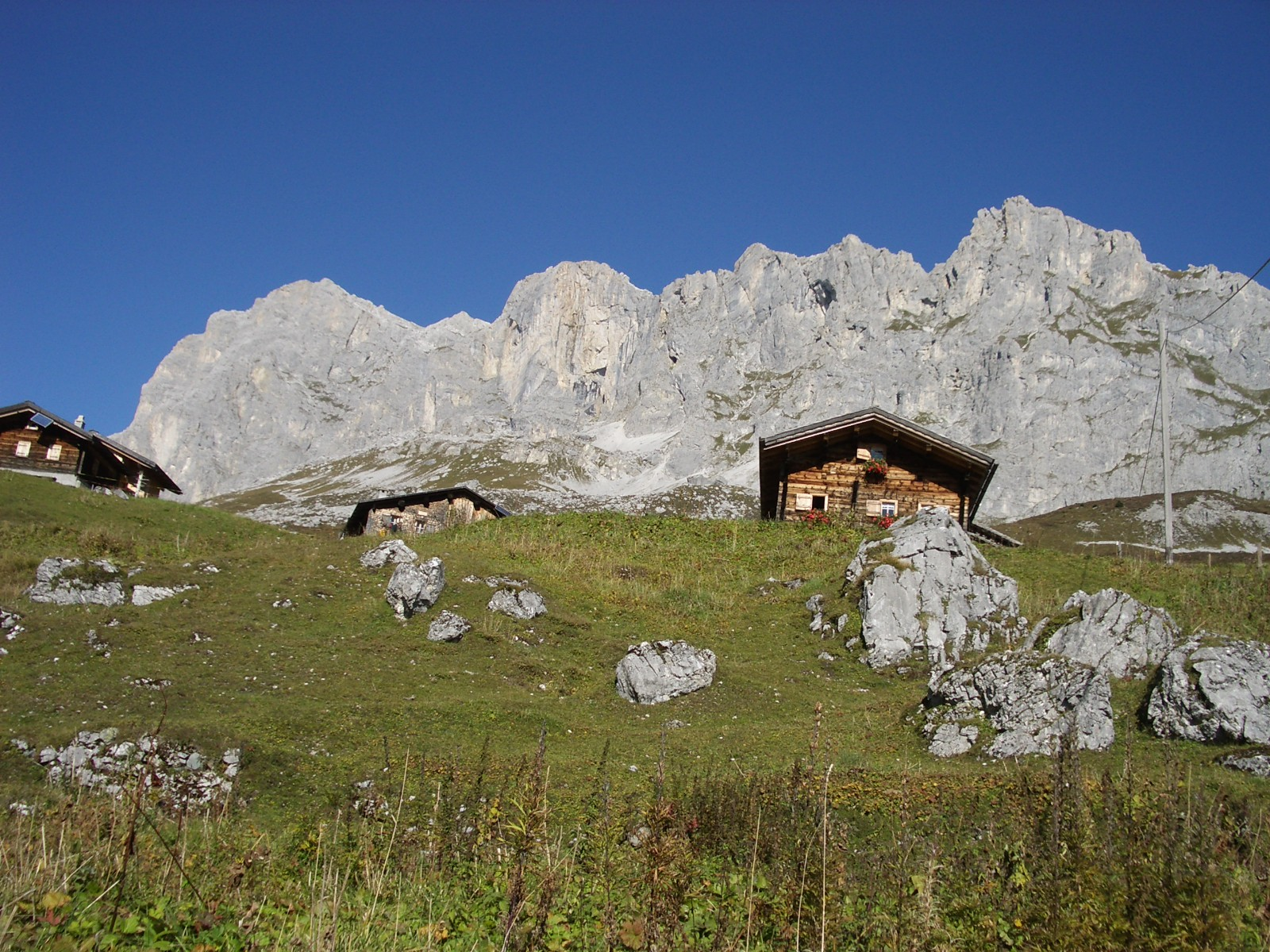
Partnun mit Scheienfluh-Westwand und vorgelagertem Schijenzahn (oberhalb der mittleren Hütte)
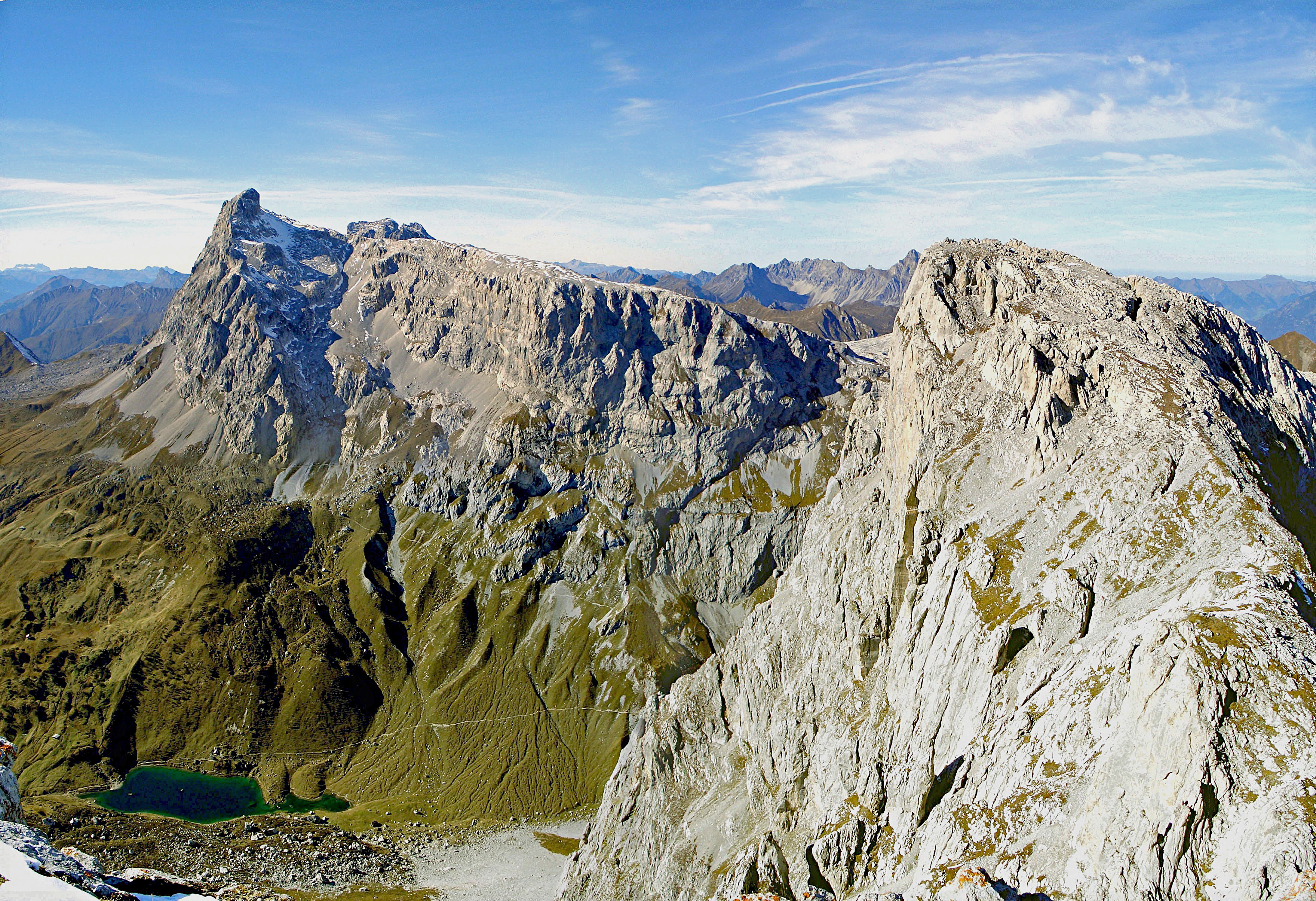
Blick von der Scheienfluh auf Sulzfluh (links) und Weißplatte, unten der Partnunsee